# Municipio de Nebraska (Illinois)
El municipio de Nebraska (en inglés: Nebraska Township) es un municipio ubicado en el condado de Livingston en el estado estadounidense de Illinois. En el año 2010 tenía una población de 1433 habitantes y una densidad poblacional de 15,16 personas por km².

## Geografía
El municipio de Nebraska se encuentra ubicado en las coordenadas 40°53′7″N 88°52′24″O / 40.88528, -88.87333. Según la Oficina del Censo de los Estados Unidos, el municipio tiene una superficie total de 94.52 km², de la cual 94,52 km² corresponden a tierra firme y (0 %) 0 km² es agua.

## Demografía
Según el censo de 2010, había 1433 personas residiendo en el municipio de Nebraska. La densidad de población era de 15,16 hab./km². De los 1433 habitantes, el municipio de Nebraska estaba compuesto por el 97,49 % blancos, el 0,91 % eran afroamericanos, el 0,07 % eran amerindios, el 0,7 % eran asiáticos, el 0,21 % eran de otras razas y el 0,63 % eran de una mezcla de razas. Del total de la población el 1,74 % eran hispanos o latinos de cualquier raza.